# Фёдоровка (Пологовский район)
Фёдоровка (укр. Федорівка) — село,
Чубаревский сельский совет,
Пологовский район,
Запорожская область,
Украина.
Код КОАТУУ — 2324288201. Население по переписи 2001 года составляло 2214 человек.
Является административным центром Чубаревского сельского совета, в который, кроме того, входят сёла
Балочки,
Бурлацкое,
Золотая Поляна,
Красносёловка,
Терновое,
Хлеборобное и
Чкалово.

## Географическое положение
Село Фёдоровка находится в основном на правом берегу реки Гайчур,
выше по течению на расстоянии в 0,5 км и на противоположном берегу расположено село Хлеборобное,
ниже по течению на расстоянии в 3 км расположено село Шевченко.

## История
- 1779 год — дата основания как село Бурлацкая.
- В 1822 году переименовано в село Фёдоровка.
- В 1925 году переименовано в село Власовка.
- В 1938 году переименовано в село Фёдоровка.
- В 1960 году переименовано в село Чубаревка.
- В 2016 году переименовано в село Фёдоровка.[2]

## Экономика
- «Заря», сельскохозяйственный ПК.
- «Родина», ООО.

## Объекты социальной сферы
- Школа.
- Школа I—II ст.
- Сельскохозяйственное ПТУ.
- Детский сад.
- Дом культуры.
- Фельдшерско-акушерский пункт.
- Больница.

## Известные люди
- Тернавский, Иван Антонович — Герой Советского Союза.
- Чубарь Влас Яковлевич — советский государственный и партийный деятель, родился в селе Фёдоровка.